# Електронски журнал
Електронски журнал, познатији као е-журнал, је интелектуални магазин коме може да се приступи преко Интернета. То значи да у пракси садржај журнала углавном можете пронаћи на вебу. Журнали су специјална форма електронског документа, њихова сврха је да пруже потребан материјал за академска истраживања и они изгледају као чланци у традиционалним издањима журнала. Неки од тих журнала постоје само на интернету, док неки имају и штампана издања.
Све већи број ових часописа је доступан у онлајн форми са слободним приступом који не захтева претплату.
Већина електронских журнала објављена је у HTML или PDF формату. Мали број је доступан у DOC, а тек неколико у MP3 облику.